# Lixosa
La lixosa, en anglès:Lyxose, és una aldopentosa — un monosacàrid que conté cinc àtoms de carboni i inclou un grup funcional aldehid. Té la fórmula química {\displaystyle {\ce {C5H10O5}}}. La lixosa es produeix rarament en la natura; `per exemple és un component del glicolípids bacterians.